# Lissonota linearis
Lissonota linearis är en stekelart som beskrevs av Johann Ludwig Christian Gravenhorst 1829.
Lissonota linearis ingår i släktet Lissonota, och familjen brokparasitsteklar. Inga underarter finns listade.